# TheFutureEmbrace
TheFutureEmbrace er titlen på den første soloplade fra Billy Corgan. Pladen blev udgivet 21. juni 2005 hos Reprise Records. 
Corgan har indspillet stort set hele albummet selv (med undtagelse af trommerne), men har dog delvis skabt det elektroniske materiale med Bon Harris. Derudover medvirker Robert Smith fra The Cure på Bee Gees-coveret To Love Somebody, mens Corgans nære ven Jimmy Chamberlin spiller elektroniske trommer på DIA. 
Den eneste single udgivet fra albummet blev Walking Shade, men Corgan optrådte på tv live bl.a. med Mina Loy (M.O.H.) og To Love Somebody. A100 blev også fremstillet som en af de bærende sange på albummet. 

## Skæringsliste
- All Things Change
- Mina Loy (M.O.H.)
- TheCameraEye
- To Love Somebody
- A100
- DIA
- Now (And Then)
- I'm Ready
- Walking Shade
- Sorrows (in Blue)
- Pretty, Pretty STAR
- Strayz

## Turné
Billy Corgan valgte at turnére på albummet, og spillede i løbet af sommeren 2005 en række koncerter verden rundt, hvor han kun (som altid) kun spillede nyt materiale – dvs. ikke nogle sange fra hans tid i Smashing Pumpkins, Zwan eller ikke engang hans solomateriale fra 2004. 
Med på turné havde Corgan taget sin gode veninde, sanger og bassist Linda Strawberry, som tidligere har gæsteoptrådt sammen med både Smashing Pumpkins og Zwan. Derudover deltog to af medlemmerne fra rockbandet Filter på turnéen – bassist Brian Liesegang og trommeslager Matt Walker. Walker har tidligere været trommeslager på et par turnéer for Smashing Pumpkins, og indspillede endda også trommer på en række sange på bandets plade fra 1998 Adore. 
Den 28. juli 2005 spillede Billy Corgan et akustisk live show i Sydney, Australien, hvor han bl.a. spillede sangene fra soloalbummet akustisk for første og (hidtil) eneste gang, samt et par Zwan- og Chicago-sange. 

## Salgstal
- USA: 70.000
- Japan: 8.483

## Succes
LTV News deklarerede TheFutureEmbrace til at være én af de bedste plader udgivet i 2005.